# Championnat d'Albanie de football 1982-1983
Navigation
Championnat d'Albanie 1981-82 Championnat d'Albanie 1983-84
Le championnat d'Albanie de football de Kategoria Superiore 1982-1983 est la 42e édition de ce championnat.

## Classement
| Rang | Équipe                  | Pts | J  | G  | N  | P  | Bp | Bc | Diff |
| ---- | ----------------------- | --- | -- | -- | -- | -- | -- | -- | ---- |
| 1    | Vllaznia Shkodër        | 34  | 26 | 12 | 10 | 4  | 39 | 19 | +20  |
| 2    | Partizan Tirana         | 34  | 26 | 13 | 8  | 5  | 32 | 17 | +15  |
| 3    | 17 Nëntori Tirana       | 32  | 26 | 12 | 8  | 6  | 38 | 26 | +12  |
| 4    | Flamurtari Vlorë        | 30  | 26 | 11 | 8  | 7  | 28 | 23 | +5   |
| 5    | Luftëtari Gjirokastër   | 29  | 26 | 11 | 7  | 8  | 28 | 23 | +5   |
| 6    | Lokomotiva Durrës       | 28  | 26 | 10 | 8  | 8  | 27 | 24 | +3   |
| 7    | Skënderbeu Korçë        | 25  | 26 | 8  | 9  | 9  | 24 | 21 | +3   |
| 8    | Dinamo Tirana           | 25  | 26 | 8  | 9  | 9  | 29 | 30 | -1   |
| 9    | Labinoti Elbasan        | 24  | 26 | 7  | 10 | 9  | 19 | 28 | -9   |
| 10   | Tomori Berat            | 22  | 26 | 6  | 10 | 10 | 15 | 24 | -9   |
| 11   | Besa Kavajë             | 21  | 26 | 6  | 9  | 11 | 28 | 35 | -7   |
| 12   | Traktori Lushnja        | 21  | 26 | 6  | 9  | 11 | 23 | 38 | -15  |
| 13   | Naftëtari Qyteti Stalin | 20  | 26 | 6  | 8  | 12 | 23 | 38 | -15  |
| 14   | Besëlidhja Lezhë        | 19  | 26 | 5  | 9  | 12 | 16 | 22 | -6   |

|  | Champion |
|  | Relégué  |

## Bilan de la saison
| Tableau d'Honneur                 |                   |
| Compétition                       | Vainqueur         |
| Championnat d'Albanie de football | Vllaznia Shkodër  |
| Coupe d'Albanie de football       | 17 Nëntori Tirana |

| Promotions et relégations     |                   |
| Relégués en First Division    | Besëlidhja Lezhë  |
| Promus en Kategoria Superiore | 31 Korriku Burrel |